# ادوارد کراس (بازیکن فوتبال)
ادوارد کراس (انگلیسی: Edward Cross؛ زادهٔ) بازیکن فوتبال اهل بریتانیا است.
از باشگاه‌هایی که در آن بازی کرده‌است می‌توان به باشگاه فوتبال چسترفیلد، باشگاه فوتبال نورتویچ ویکتوریا، و باشگاه فوتبال شفیلد یونایتد اشاره کرد.